# Острова Тробриан
Острова Тробриан (англ. Trobriand Islands), официально Острова Киривина (англ. Kiriwina Islands) — архипелаг в Соломоновом море в юго-западной части Тихого океана, принадлежащий Папуа — Новой Гвинее. Административно относятся к провинции Милн-Бей региона Папуа.

## География
Архипелаг расположен в южной части Соломонова моря, являющегося частью Тихого океана, на расстоянии 384 км по морю от столицы страны Порт-Морсби, примерно в 65 км к северо-востоку от островов Д’Антркасто и в 132 км к западу острова Вудларк. Примерно в 145 км к югу расположена крайняя южная точка острова Новая Гвинея.
С точки зрения геологии, архипелаг представляет собой скопление из 28 островов кораллового происхождения, большинство из которых окружено коралловым рифом. Крупнейший остров — Киривина (главный остров архипелага, вытянутый в длину почти на 40 км, но при этом шириной всего от 3,2 до 12,8 км). Самым северным островом группы является остров Кадаи, самым западным — Симлиндон, самым южным — Куаилуиа, самым восточным — Китава. Общая площадь суши достигает 440 км². Острова в архипелаге относительно низменные, с плоской поверхностью, которая во многих местах заболочена. Исключением является остров Киривина, на берегу которого есть районы с отвесными скалами до 90 м. Гидрографическая сеть развита слабо. Рек и озёр нет. Побережье многих островов заболочено.

### Острова
| Остров (русск.) | Остров (анг.) | Координаты                      | Площадь, км² | Население, чел (2000) |
| --------------- | ------------- | ------------------------------- | ------------ | --------------------- |
| Китава          | Kitava        | 8°37′26″ ю. ш. 151°20′10″ в. д. | 23,79        | 2907                  |
| Урату           | Uratu Islet   | 8°37′51″ ю. ш. 151°18′20″ в. д. | 0,09         |                       |
| Вакута          | Vakuta        | 8°51′07″ ю. ш. 151°10′01″ в. д. | 21,16        | 971                   |
| Бомапау         | Bomapau       | 8°35′08″ ю. ш. 151°05′50″ в. д. | 4,68         |                       |
| Киривина        | Kiriwina      | 8°32′54″ ю. ш. 151°04′52″ в. д. | 279,88       | 22 163                |
| Муво            | Muwo          | 8°44′13″ ю. ш. 151°00′39″ в. д. | 2,82         |                       |
| Нанаули         | Nanauli       | 8°47′35″ ю. ш. 151°01′53″ в. д. | 0,06         |                       |
| Ияга            | Iaga          | 8°44′32″ ю. ш. 150°57′40″ в. д. | 0,10         |                       |
| Каилеуна        | Kaileʻuna     | 8°31′31″ ю. ш. 150°56′58″ в. д. | 45,53        | 1908                  |
| Боинаги         | Boinagi       | 8°24′58″ ю. ш. 150°53′26″ в. д. | 0,75         |                       |
| Буривади        | Buriwadi      | 8°27′47″ ю. ш. 150°53′00″ в. д. | 0,64         |                       |
| Тума            | Tuma          | 8°21′24″ ю. ш. 150°51′51″ в. д. | 5,16         |                       |
| Кадаи           | Kadai         | 8°19′10″ ю. ш. 150°49′22″ в. д. | 0,56         |                       |
| Нубиям          | Nubiam        | 8°38′18″ ю. ш. 150°52′40″ в. д. | 0,45         |                       |
| Куяу            | Kuyau         | 8°35′47″ ю. ш. 150°51′41″ в. д. | 1,90         | 537                   |
| Гилуа           | Gilua         | 8°34′32″ ю. ш. 150°50′40″ в. д. | 0,05         |                       |
| Мунувата        | Munuwata      | 8°34′01″ ю. ш. 150°50′08″ в. д. | 0,64         |                       |
| Накваба         | Nakwaba       | 8°32′06″ ю. ш. 150°49′16″ в. д. | 0,37         |                       |
| Кибу            | Kibu          | 8°37′04″ ю. ш. 150°47′13″ в. д. | 0,22         |                       |
| Яона            | Yaona         | 8°36′18″ ю. ш. 150°44′30″ в. д. | 0,05         |                       |

Климат на островах тропический и влажный. Ежемесячно выпадает от 25 до 38 см осадков. Изредка случаются засухи. Местная экосистема отличается большим разнообразием. Острова преимущественно покрыты низменными дождевыми лесами, в которых обитает 38 видов млекопитающих (из них подавляющее большинство является летучими мышами). Четыре вида являются эндемиками островов. Среди растений преобладают ямс, бананы, панданусы, кокосовые, саговые пальмы, сахарный тростник, бетель. Часть растений была завезена на архипелаг европейцами (папайя, таро, ананасы, манго).

## История
Первым европейцем посетившим острова стал французский капитан Жозеф Брюни Д’Антркасто, останавливавшийся на островах во время плавания на корабле Esperance в 1793 году.. Он дал островам название в честь своего первого лейтенанта — Дени де Тробриана. Острова стали часто посещаться европейцами из разных стран. В 1840-х годах сюда заходили американские китобойные суда, а в 1860-х частыми гостями стали торговцы людьми из Квинсленда, похищавшие островитян. В 1888 году последовала формальная аннексия островов Тробриан Британской империей, которые стали частью Британской Новой Гвинеи (с 1904 года — Территории Папуа под управлением Австралии).. В 1890-х на острова стали заходить торговые суда Германии. Приплывая с острова Новая Британия, они скупали здесь ямс, а так же различные украшения и предметы быта (резные изделия из дерева, украшенные ракушки, носы каноэ), которые приобретались для музейных коллекций.
Первыми европейцами, поселившимися на островах Тробриан, были священник методистской церкви Сэмюэл Бенджамин Феллоуз и его жена Сара Маргарет Феллоуз, переехавшие на остров Киривина в 1894 году.
В 1905 году на острова прибыл доктор Райнер Беллами — первый представитель австралийской государственной администрации. Он пробыл на островах десять лет и помог британскому антропологу Чарльзу Селигману организовать этнографическое исследование народа Массим. В 1915—1918 годах на островах проживал антрополог Бронислав Малиновский, который составил известное описание культурной жизни и быта тробрианцев. В 1930 году на островах была основана католическая миссия. Во время Второй мировой войны все европейские резиденты на островах были эвакуированы. Австралийские и американские войска организовали госпиталь и две взлётно-посадочные полосы на острове Киривина. Никаких боёв на островах не велось.
С 1975 года острова Тробриан являются частью независимого государства Папуа — Новая Гвинея.

## Население
В начале XX века на островах проживало примерно 8 тысяч жителей, однако уже к концу столетия эта цифра возросла до примерно 20 тысяч.
Коренными жителями архипелага являются представители народа тробрианцев, которые, с точки зрения генетики, близки с представителями народов, населяющих восточную часть острова Новая Гвинея. Коренной же язык островитян — киливила, один из австронезийских языков, который близок языкам, на которых говорят на соседних островах Вудларк и Маршалл-Беннетт.

## Экономика
Основу местной экономики составляет сельское хозяйство и рыболовство.

## Культура
Острова Тробриан, отличающиеся богатой культурой и сложной структурой социальных отношений между островитянами, не раз вызывали интерес у антропологов, наиболее известным из которых является польский учёный Бронислав Малиновский, посетивший архипелаг во время Первой мировой войны. Малиновский тщательно изучил социальные отношения на островах, в том числе дал подробное описание так называемого «круга кула» (системы взаимного церемониального обмена, во время которого между 18 островными поселениями происходит постоянная циркуляция двух предметов — ожерелья и браслета), местное садоводство, магию и сексуальную практику, отразив всё это в своих известных книгах, многие из которых были переведены на русский язык («Аргонавты западной части Тихого океана», «Сексуальная жизнь дикарей северо-западной Меланезии» и др.).
В социальной структуре общества на островах Тробриан особое положение занимают садовые маги, которые по своему статусу следуют за местными вождями и чародеями. Титул садового мага, который иногда даже может становиться вождём, является наследственным и передаётся по женской линии. Он осуществляет контроль за работой островитян, а также проводит различные ритуалы, основной целью которых является контроль над природными явлениями, непосредственно влияющими на местное садоводство. Большую роль в жизни местным аборигенов также играет рыболовство, на котором специализируются жители отдельных деревень. При этом сами рыбаки организованы в самостоятельные группы, каждую из которых возглавляет один человек, владеющий каноэ, осуществляющий различные ритуалы и получающий большую часть местного улова.
Туземное общество разделено на четыре матрилинейных клана, каждый из которых разделён на 30—50 подкланов. Принадлежность того или иного человека к подклану определяется по общему предку, который, согласно представлениям островитян, был не рождён, а появился из особой дыры в земле. Каждую из местных деревень возглавляет старейший мужчина из господствующего подклана.